# Arthur Konnerth
Arthur Konnerth (* 23. September 1953 in Temeswar, Rumänien) ist ein deutscher Neurophysiologe.

## Leben und Wirken
Von 1975 an studierte Konnerth Humanmedizin an der Ludwig-Maximilians-Universität München, 1981 schloss er das Studium mit dem medizinischen Staatsexamen ab und erhielt die Approbation als Arzt, 1983 wurde er zum Dr. med. promoviert. Seit 1982 war er Wissenschaftlicher Mitarbeiter am Max-Planck-Institut für Psychiatrie in München, 1984 ging er als Feodor-Lynen-Stipendiat der Humboldt-Stiftung in die USA und forschte an der University of Pennsylvania in Philadelphia sowie am Marine Biological Laboratory in Woods Hole. Ab 1985 war er Wissenschaftlicher Assistent, zunächst wieder am Max-Planck-Institut für Psychiatrie, 1985 bis 1988 dann in der Abteilung Zellphysiologie am Max-Planck-Institut für biophysikalische Chemie in Göttingen, wo er dann 1989 Leiter der Arbeitsgruppe Zelluläre Neurophysiologie wurde. Konnerth habilitierte sich 1987 an der Technischen Universität München. 1993 erhielt er einen Ruf an das Erste Physiologische Institut der Universität des Saarlandes, 1999 wechselte er dann als Direktor des Physiologischen Instituts der Technischen Universität nach München, seit 2000 ist er dort Vorstand der Abteilung Zellphysiologie.
Konnerth war von 1997 bis 1999 Vize-Präsident für Forschung der Universität des Saarlandes, seit 1999 ist er Mitglied im Senatsausschuss der Deutschen Forschungsgemeinschaft für Angelegenheiten der Sonderforschungsbereiche, seit 2000 ständiges Mitglied des Feodor-Lynen-Auswahlausschusses der Humboldt-Stiftung.
Seit 2001 ist er Mitglied der Leopoldina, seit 2011 ist er ordentliches Mitglied der Bayerischen Akademie der Wissenschaften. 2004 wurde er in die Academia Europaea aufgenommen.
Konnerth ist mit der Diplom-Volkswirtin Roswitha Schäfer-Konnerth verheiratet, das Paar hat drei erwachsene Kinder.

## Forschungsschwerpunkte
Konnerth beschäftigt sich in seiner Forschung mit der Wirkungsweise von Nervenzellen, insbesondere im menschlichen Gehirn. Hier gelang es ihm und seinen Mitarbeitern, Veränderungen der Calciumkonzentration als Mechanismus der Informationsübermittlung und -speicherung zu identifizieren. Seine Arbeitsgruppe arbeitet hier mit hochauflösenden Mikroskopieverfahren, die teilweise auch in der Forschungsgruppe selbst entwickelt werden. Ein weiterer Forschungsschwerpunkt Konnerths ist die Wirkung der Neurotrophine, insbesondere bei der Ausbildung neuronaler Netzwerke.

## Preise und Auszeichnungen (Auswahl)
- 1981 Promotionsstipendium der Max-Planck-Gesellschaft
- 1984 Feodor-Lynen-Stipendium der Alexander von Humboldt-Stiftung
- 1986 Michael-Preis für Epilepsieforschung
- 1997 Feldberg-Preis
- 1999 Adolf-Fick-Preis der Physikalisch-Medizinischen Gesellschaft
- 2001 Gottfried Wilhelm Leibniz-Preis
- 2001 Max-Planck-Forschungspreis
- 2015 Brain Prize

## Schriften (Auswahl)
- M.A. Busche, X. Chen, H.A. Henning, J. Reichwald, M. Staufenbiel, B. Sakmann and A. Konnerth: Critical role of soluble amyloid-β for early hippocampal hyperactivity in a mouse model of Alzheimer's disease. 2012, Proc Natl Acad Sci U S A. 109(22): 8740-5.
- C. Grienberger and A. Konnerth: Imaging calcium in neurons. 2012, Neuron 73(5):862-85.
- V. D. Bonfardin, D. T. Theodosis, A. Konnerth and S. H. Oliet : Kainate receptor-induced retrograde inhibition of glutamatergic transmission in vasopressin neurons. 2012, J Neurosci. 32(4): 1301-10.